# Куйбишевський сільський округ
Ку́йбишевський сільський округ (каз. Куйбышев ауылдық округі, рос. Куйбышевский сельский округ) — адміністративна одиниця у складі Кизилжарського району Північноказахстанської області Казахстану. Адміністративний центр — село Боголюбово.
Населення — 1971 особа (2021; 2602 у 2009, 3244 у 1999, 4017 у 1989).
Станом на 1989 рік існувала Куйбишевська сільська рада (села Боголюбово, Вознесенка, Надежка).

## Склад
До складу округу входять такі населені пункти:
| Населений пункт  | Старі назви | Населення, осіб (1989) | Населення, осіб (1999) | Населення, осіб (2009) | Населення, осіб (2021) |
| ---------------- | ----------- | ---------------------- | ---------------------- | ---------------------- | ---------------------- |
| Боголюбово, село | -           | 2743                   | 2021                   | 1625                   | 1210                   |
| Вознесенка, село | -           | 630                    | 668                    | 544                    | 445                    |
| Надежка, село    | -           | 644                    | 555                    | 433                    | 316                    |